# Анастасія Нікіта
Анастасія Нікіта (рум. Anastasia Nichita; нар. 19 лютого 1999) — молдовська борчиня вільного стилю, срібна призерка Олімпійських ігор 2024 року, чемпіонка та срібна призерка світу, триразова чемпіонка та дворазова бронзова призерка чемпіонатів Європи, бронзова призерка Європейських ігор, володарка Кубку світу.

## Життєпис
Боротьбою почала займатися з 2010 року. Багаторазова призерка чемпіонатів світу та Європи у молодших вікових групах.
Виступає за спортивний ліцей, Кишинів. Тренер — Тудор Гірлан (з 2010).

## Спортивні результати на міжнародних змаганнях

### Виступи на Олімпіадах
| Змагання                    | Збірна  | Вагова категорія          | Місце  |
| --------------------------- | ------- | ------------------------- | ------ |
| Літні Олімпійські ігри 2020 | Молдова | жіноча боротьба, до 57 кг | 7      |
| Літні Олімпійські ігри 2024 | Молдова | жіноча боротьба, до 57 кг | Срібло |

### Виступи на Чемпіонатах світу
| Змагання                        | Збірна  | Вагова категорія          | Місце  |
| ------------------------------- | ------- | ------------------------- | ------ |
| Чемпіонат світу з боротьби 2019 | Молдова | жіноча боротьба, до 57 кг | 5      |
| Чемпіонат світу з боротьби 2022 | Молдова | жіноча боротьба, до 59 кг | Золото |
| Чемпіонат світу з боротьби 2023 | Молдова | жіноча боротьба, до 57 кг | Срібло |

### Виступи на Чемпіонатах Європи
| Змагання                         | Збірна  | Вагова категорія          | Місце  |
| -------------------------------- | ------- | ------------------------- | ------ |
| Чемпіонат Європи з боротьби 2019 | Молдова | жіноча боротьба, до 57 кг | Бронза |
| Чемпіонат Європи з боротьби 2020 | Молдова | жіноча боротьба, до 59 кг | Золото |
| Чемпіонат Європи з боротьби 2021 | Молдова | жіноча боротьба, до 59 кг | Бронза |
| Чемпіонат Європи з боротьби 2022 | Молдова | жіноча боротьба, до 59 кг | Золото |
| Чемпіонат Європи з боротьби 2023 | Молдова | жіноча боротьба, до 59 кг | Золото |
| Чемпіонат Європи з боротьби 2024 | Молдова | жіноча боротьба, до 59 кг | 5      |

### Виступи на Європейських іграх
| Змагання              | Збірна  | Вагова категорія          | Місце  |
| --------------------- | ------- | ------------------------- | ------ |
| Європейські ігри 2019 | Молдова | жіноча боротьба, до 57 кг | Бронза |

### Виступи на Кубках світу
| Змагання                    | Збірна  | Вагова категорія          | Місце  |
| --------------------------- | ------- | ------------------------- | ------ |
| Кубок світу з боротьби 2020 | Молдова | жіноча боротьба, до 57 кг | Золото |
| Кубок світу з боротьби 2022 | Молдова | команда                   | 5      |

### Виступи на інших змаганнях
| Змагання                                     | Збірна  | Вагова категорія          | Місце  |
| -------------------------------------------- | ------- | ------------------------- | ------ |
| Турнір Дана Колова — Николи Петрова 2018     | Молдова | жіноча боротьба, до 59 кг | 9      |
| Pro Wrestling League 2019                    | Молдова | команда                   | Золото |
| Відкритий чемпіонат Польщі з боротьби 2020   | Молдова | жіноча боротьба, до 57 кг | Бронза |
| Київський Міжнародний турнір з боротьби 2021 | Молдова | жіноча боротьба, до 57 кг | Золото |
| Турнір Яшара Догу 2022                       | Молдова | жіноча боротьба, до 59 кг | Золото |
| Відкритий чемпіонат Загреба з боротьби 2023  | Молдова | жіноча боротьба, до 59 кг | Золото |
| Турнір Ібрагіма Мустафи 2023                 | Молдова | жіноча боротьба, до 59 кг | Срібло |
| Меморіал Імре Поляка та Яноша Варги 2023     | Молдова | жіноча боротьба, до 57 кг | Золото |
| Відкритий чемпіонат Загреба з боротьби 2024  | Молдова | жіноча боротьба, до 57 кг | Бронза |
| Меморіал Імре Поляка та Яноша Варги 2024     | Молдова | жіноча боротьба, до 57 кг | 5      |

### Виступи на змаганнях молодших вікових груп
| Змагання                                       | Збірна  | Вагова категорія          | Місце  |
| ---------------------------------------------- | ------- | ------------------------- | ------ |
| Чемпіонат Європи з боротьби серед кадетів 2014 | Молдова | жіноча боротьба, до 56 кг | 9      |
| Чемпіонат Європи з боротьби серед кадетів 2015 | Молдова | жіноча боротьба, до 56 кг | Золото |
| Чемпіонат світу з боротьби серед кадетів 2015  | Молдова | жіноча боротьба, до 56 кг | 14     |
| Чемпіонат світу з боротьби серед кадетів 2016  | Молдова | жіноча боротьба, до 56 кг | Срібло |
| Чемпіонат Європи з боротьби серед юніорів 2016 | Молдова | жіноча боротьба, до 55 кг | Золото |
| Чемпіонат світу з боротьби серед юніорів 2016  | Молдова | жіноча боротьба, до 55 кг | 7      |
| Чемпіонат Європи з боротьби серед юніорів 2017 | Молдова | жіноча боротьба, до 59 кг | Срібло |
| Чемпіонат світу з боротьби серед юніорів 2017  | Молдова | жіноча боротьба, до 59 кг | Срібло |
| Чемпіонат Європи з боротьби серед юніорів 2018 | Молдова | жіноча боротьба, до 59 кг | Золото |
| Чемпіонат світу з боротьби серед юніорів 2018  | Молдова | жіноча боротьба, до 59 кг | Золото |
| Чемпіонат світу з боротьби серед юніорів 2019  | Молдова | жіноча боротьба, до 59 кг | Срібло |
| Чемпіонат Європи з боротьби серед молоді 2017  | Молдова | жіноча боротьба, до 60 кг | Срібло |
| Чемпіонат Європи з боротьби серед молоді 2018  | Молдова | жіноча боротьба, до 59 кг | Срібло |
| Чемпіонат Європи з боротьби серед молоді 2019  | Молдова | жіноча боротьба, до 59 кг | Золото |
| Чемпіонат світу з боротьби серед молоді 2019   | Молдова | жіноча боротьба, до 59 кг | Срібло |
| Чемпіонат Європи з боротьби серед молоді 2021  | Молдова | жіноча боротьба, до 59 кг | Золото |
| Чемпіонат світу з боротьби серед молоді 2021   | Молдова | жіноча боротьба, до 59 кг | 8      |
| Чемпіонат Європи з боротьби серед молоді 2022  | Молдова | жіноча боротьба, до 59 кг | Золото |